# آوای وحش
آوای وحش (به انگلیسی: CALL OF THE WILD) یکی از مشهورترین رمانهای جک لندن نویسنده آمریکایی است که نخستین بار در سال ۱۹۰۳ منتشر شد. جک لندن در این رمان داستان «باک»، سگِ اهلی و محبوب یک قاضی را تصویر می‌کند که در پی ماجراهایی سر از محیط خشن و بی‌رحم کلوندایک در روزگار هجوم جویندگان طلا به یوکان کانادا درمی‌آورد. این رمان تأثیر گذارترین رمان جک لندن محسوب می‌شود.
باک سگی است که از محیط انسان‌ها به دنیای وحش می‌رود. جک لندن در رمان دیگر خود سپید دندان داستان سگ-گرگی را حکایت می‌کند که از میان گرگان به جهان انسان‌ها وارد می‌شود. این دو رمان را «رمان‌های سگی» جک لندن خوانده‌اند.